# بخش مارک (شهرستان دیفاینس، اوهایو)
بخش مارک (به انگلیسی: Mark Township) یک منطقهٔ مسکونی در ایالات متحده آمریکا است که در شهرستان دفیانس، اوهایو واقع شده‌است.
 بخش مارک ۹۴٫۹ کیلومتر مربع مساحت و ۹۰۸ نفر جمعیت دارد و ۲۲۱ متر بالاتر از سطح دریا واقع شده‌است.